# Pierce megye (Georgia)
Pierce az Amerikai Egyesült Államok Georgia államának egy megyéje. A 2010-es népszámlálás szerint lakossága 18 758 fő. Megyeszékhelye Blackshear. Pierce megye Appling, Wayne, Brantley, Ware és Bacon megyékkel határos.

## Története
Pierce megyét Franklin Pierce-ről, az Egyesült Államok tizennegyedik elnökéről nevezték el. 1857. december 18-án jött létre.

## Földrajz
A megye teljes területe 890,7 km², amelyből 889,0 km² (99,81%) szárazföld és 1,7 km² (0,19%) víz.

## Népesség
A település népességének változása:
| Lakosok száma | 18 802 | 18 716 | 18 848 | 18 938 | 19 103 | 19 716 |
|               | 2010   | 2011   | 2012   | 2013   | 2015   | 2020   |

## Amerikai autópályák
- U.S. Highway 84

## Helyi média
- Blackshear Times (hetilap)
- Pierce County Press[2] (hetilap)
- Waycross Journal-Herald[3] (napilap)